# Roland Orzabal
Roland Jaime Orzabal de la Quintana (Portsmouth, 22 de agosto de 1961) é um cantor, compositor e produtor musical inglês filho de Arturo Orzabal de la Quintana. Descendente de ingleses (por parte da mãe) e de argentinos e espanhóis (por seu pai, nascido em Paris), é conhecido principalmente como membro co-fundador do Tears for Fears, do qual ele é o compositor e vocalista principal, embora também tenha obtido sucesso como produtor de outros artistas. Orzabal é considerado pela mídia internacional e por vários artistas de renome mundial como um dos maiores músicos de toda a história do Reino Unido.

## Início da carreira
Orzabal conheceu Curt Smith quando ambos ainda eram pequenos em Bath, Inglaterra. No Final dos anos 1970, formaram um grupo com colegas. Depois, o grupo se separou e Orzabal e Smith decidiram formar o Tears for Fears, uma banda com músicas synthpop/new wave diretamente inspiradas nas teorias do psicólogo estadunidense Arthur Janov.

## Trabalho Solo
Depois de uma década de sucesso internacional, Orzabal e Smith se separaram no início dos anos 1990. Embora Orzabal tenha continuado a trabalhar como Tears for Fears depois dele e de Smith se separarem, os álbuns seguintes do TFF, Elemental (1993) e Raoul and the Kings of Spain (1995) são trabalhos solo feitos por ele. Elemental foi um sucesso, ganhando o Disco de Ouro nos EUA e Prata no Reino Unido, enquanto "Raoul" tomou uma direção mais artística, com menos sucesso. Em 2001 ele lançou seu primeiro álbum realmente solo, assinado com seu nome, Tomcats Screaming Outside, enquanto ele e Smith reconciliaram-se a esse ponto e estavam trabalhando num novo álbum juntos como Tears for Fears (Everybody Loves a Happy Ending de 2004).

## Trabalho como produtor/compositor
Além de produzir a maioria das gravações do Tears for Fears, Orzabal também produziu o álbum de sucesso de Oleta Adams, Circle Of One (1990) juntamente com Dave Bascombe, e com a participação de Oleta Adams no álbum de 1989 do Tears for Fears, The Seeds of Love. O álbum alcançou #1 no Reino Unido e #20 nos EUA. Orzabal também co-escreveu a faixa principal "Rhythm of Life" para o álbum dela, o qual inicialmente seria para The Seeds of Love. Ele também apareceu no videoclipe que acompanha a canção, tocando guitarra e fazendo backing vocal.
Orzabal também co-produziu o aclamado álbum da cantora e compositora islandesa Emiliana Torrini Love In The Time Of Science, juntamente com o associado do Tears for Fears, Alan Griffiths. Os dois também escreveram duas canções para o álbum.
Os talentos de Orzabal como compositor foram reconhecidos novamente nos anos recentes, na versão cover de Gary Jules da canção "Mad World" que se tornou o single #1 no Reino Unido em 2003. Faz parte da trilha sonora do filme Donnie Darko. A canção foi originalmente composta por Orzabal e foi o primeiro hit do Tears for Fears em 1982.

## Trabalho como Escritor
Em 26 de março de 2014, Orzabal lançou seu primeiro livro: Sex, Drugs & Opera: There's Life After Rock 'n' Roll A estória é sobre a vida de Solomon Capri, uma estrela pop semi-aposentado que parece estar contente com sua meia-idade. Com sua linda mulher bem sucedida, Jenny, sua casa e discos de ouro pendurados em seu banheiro luxuoso, ele parece ter tudo.
Mas nem tudo está bem entre Jenny e Solomon, como o negócio de Jenny continua a crescer, sua afeição por seu marido Solomon começa a diminuir, e logo o divórcio é uma opção. Para tentar ganhar Jenny de volta, Solomon lança seu coração machucado em tentar entrar para um reality show que transforma artistas pop em cantores de ópera.
O ás na manga é um treinador de ópera octogenário excêntrico que Solomon contrata para chegar à frente da concorrência, mas, para sua surpresa, Solomon aprende muito mais do que a forma de melhorar a qualidade do seu vibrato, especialmente quando o seu treinador pede a Solomon para fazer um dueto com a recém-solteira Samantha ...

## Vida pessoal
Orzabal era casado com Caroline desde 1982. Têm dois filhos, Raoul e Pascal. Em julho de 2017, Caroline faleceu de causas naturais. Os shows restantes da turnê (co-headlining com Hall e Oates) foram adiados. Roland retomou a turnê em 14 de setembro de 2017, no Staples Center em Los Angeles. Roland se casou pela segunda vez em Abril de 2021 com a escritora e fotógrafa Emily Rath.
No auge da popularidade do Tears for Fears em 1985, Orzabal ganhou considerável atenção da imprensa por sua conturbada relação  com seu pai e uma charge apareceu no jornal britânico The Sun, falando disso. A charge foi depois reimpressa dentro das ilustrações do single do Tears for Fears, "I Believe".
Além de música e psicologia, Orzabal diz ter interesses em fotografia, política, sociologia e astrologia.